# Діївський (острів)
Острів Діївський — острів в Україні

## Розташування
Острів розташований у Дніпропетровській області, у східній частині країни, за 400 км на південний схід від Києва.

## Клімат на острові
Клімат напівбореальний. Середня температура 9 °C . Найжаркіший місяць — липень, а день — 24 липня °C, а найхолодніший місяць — січень, а день — −8 °C. Середня кількість опадів 779 міліметрів на рік. Найвологіший місяць — січень, у середньому випадає 132 міліметри опадів, а найсухіший місяць — листопад, коли випадає 23 міліметри.